# Ђурманец
Ђурманец је насељено место и седиште општине у Крапинско-загорској жупанији, Хрватска. До територијалне реорганизације у Хрватској налазио се у саставу бивше велике општине Крапина.

## Становништво
На попису становништва 2011. године, општина Ђурманец је имала 4.235 становника, од чега у самом Ђурманцу 836.

## Попис1991.
На попису становништва 1991. године, насељено место Ђурманец је имало 927 становника, следећег националног састава:
| Попис 1991.‍ | Попис 1991.‍ | Попис 1991.‍ | Попис 1991.‍ | Попис 1991.‍ |
| ----------- | ----------- | ----------- | ----------- | ----------- |
|             |             |             |             |             |
| Хрвати      | Хрвати      |             | 910         | 98,16%      |
| Словенци    | Словенци    |             | 3           | 0,32%       |
| Југословени | Југословени |             | 2           | 0,21%       |
| Срби        | Срби        |             | 2           | 0,21%       |
| Македонци   | Македонци   |             | 1           | 0,10%       |
| непознато   | непознато   |             | 9           | 0,97%       |
| укупно: 927 |             |             |             |             |